# Miguel Apostolio
Miguel Apostolio, en griego Μιχαήλ Μιχαῆλος Ἀποστόλης o Ἀποστόλιος, (Constantinopla, 1422 - Creta, 18 de julio de 1478) fue un escritor, profesor y copista bizantino.

## Biografía
Se sabe poco de su juventud. Fue hecho cautivo durante la toma de Constantinopla por los otomanos (1453). Un año después fue liberado y se dirigió a Creta, que entonces estaba en poder de los venecianos. Poco después viajó a Italia, donde se convirtió en uno de los griegos más influyentes de la curia romana y donde conoció a Basilio Besarión. Por encargo de éste se estableció en la ciudad cretense de Candia (hoy Heraklion), como recolector y copista de manuscritos; probablemente también trabajó como profesor de griego desde 1466. Después de la muerte de su protector, intentó en vano establecerse en Italia como profesor, y murió en Creta en 1478 tras una larga enfermedad.

## Obras
Su mayor obra es una Colección de refranes (Συναγωγὴ παροιμιῶν), que incluye joyas como Ἐδίδαξά σε κυβισᾷν, καὶ σὺ βυθίσαι με ζητεῖς "Yo te enseñé a mear y tú quieres inundarme" (6.49). 
Se conservan además 124 cartas y algunos discursos y epigramas suyos.